# ブルおじさん
『ブルおじさん』（Fit to Be Tied 、1952年7月26日）はトムとジェリーの作品のひとつ。日本においては現在パブリックドメインとなっている。

## スタッフ
- 監督 - ウィリアム・ハンナ、ジョセフ・バーベラ
- 製作 - フレッド・クインビー
- 共同製作 - ウィリアム・ハンナ（クレジット無し）
- 脚本 - ウィリアム・ハンナ、ジョセフ・バーベラ（全員クレジット無し）
- 原画 - ケネス・ミューズ、エド・バージ、レイ・パターソン、アーヴン・スペンス
- レイアウト - リチャード・ビッケンバック（クレジット無し）
- 音楽 - スコット・ブラッドリー
- 彩色プロセス - テクニカラー
- 録音プロセス - ウェスタン・エレクトリック
- 制作 - メトロ・ゴールドウィン・メイヤー・カートゥーン・スタジオ（英語版）
- 配給 - メトロ・ゴールドウィン・メイヤー

## 作品内容
ブルドッグのスパイク（ブルおじさん）が街を歩いている途中、画鋲を踏んでしまい、あまりの痛さに大騒ぎする。そこへジェリーが現れ、スパイクの足の裏に刺さった画鋲を抜いた。
助けてもらったスパイクは「ありがとう。このご恩は一生忘れないよ」とジェリーに感謝の礼を述べた後、ベルを取り出し「困ったことがあったらこのベルを鳴らしてくれ」とジェリーに渡した。ジェリーは早速トムに襲われたが、ベルを鳴らしてスパイクを呼ぶと、スパイクはトムをコテンパンに仕留める。
ジェリーに手出しができなくなり召使いにされてしまったトムは不愉快で仕方ない。しかし新聞の見出しを目にした途端、トムがニヤリと笑った。
「今後犬は紐で繋いでおかなければならない」
早速トムは鎖で繋がれたスパイクの所へ向かい、自分の所までギリギリ届かない範囲で彼を散々コケにしまくり、ジェリーに対しても自由に攻撃できるようになった。ジェリーが目前でベルを鳴らしても彼を助けることの出来ないスパイクは浮かぬ顔。トムにベルを飲み込まされたジェリーは結局捕まってしまい、立場は逆転。ジェリーはトムの召使いにされてしまう羽目に。
しかし、今度はジェリーが新聞の見出しに笑みを見せた。
「これからは犬を紐で繋いでおかなくても良い」
気を良くしたジェリーは早速トムに攻撃。トムが反撃しようとすると、ジェリーがベルを鳴らす。所詮スパイクなしではまともに手出し出来ないジェリーにトムはお構いなしにやり返す。しかし気づけば彼の背後には自由の身となったスパイクが。今までの恨みを晴らすかのごとくトムに復讐する。
結局トムは首輪をつけられ、スパイクに無理矢理リードされる。挙げ句の果てにはジェリーのベルの合図の度にスパイクから蹴られるのであった。

## 登場キャラクター
トム
ジェリーがベルを鳴らすたびにスパイクからボコボコにされてしまう。その後「犬へ首輪と鎖の装着を義務付け」の新聞記事を読むと「ジェリーがベルを鳴らしてもスパイクが助けに行けない」とわかり、羽を伸ばしてジェリーを攻撃。だがその後、自由の身となったスパイクより再度ボコボコにされ、最後は首輪とリードを付けられてスパイクより蹴りを入れられた。
ジェリー
スパイクの足裏に刺さった画鋲を抜き、それが縁でスパイクと意気投合。救助要請用のベルをスパイクよりもらい、トムにいじめられるとベルを鳴らしてスパイクに助けを求めた。最後はトムを散歩させる際、自身がベルを鳴らすたびにスパイクがトムを蹴るようにした。
スパイク
街を散歩中に足裏へ刺さった画鋲を抜いたジェリーに感謝。お礼として「救助要請用ベル」をジェリーに渡し、ジェリーがベルを鳴らすと即座に駆けつけてトムを退治する。法令により鎖でつながれ、トムに散々コケにされるも、後に法令が廃止。再び自由の身となり、トムに復讐。最後は「トムに首輪とリードを付けて散歩させ、ジェリーがベルを鳴らすたびにトムを蹴る」仕返しをした。

## 備考
- 本作は『命の恩人』と基本的にコンセプトの似たストーリーであるが、オチは全く逆の展開となっている。
- 本作でトムがスパイクをコケにするシーンは『映画大会』（Smarty Cat、1955年）での上映作にも用いられている。